# 莫霍特隆

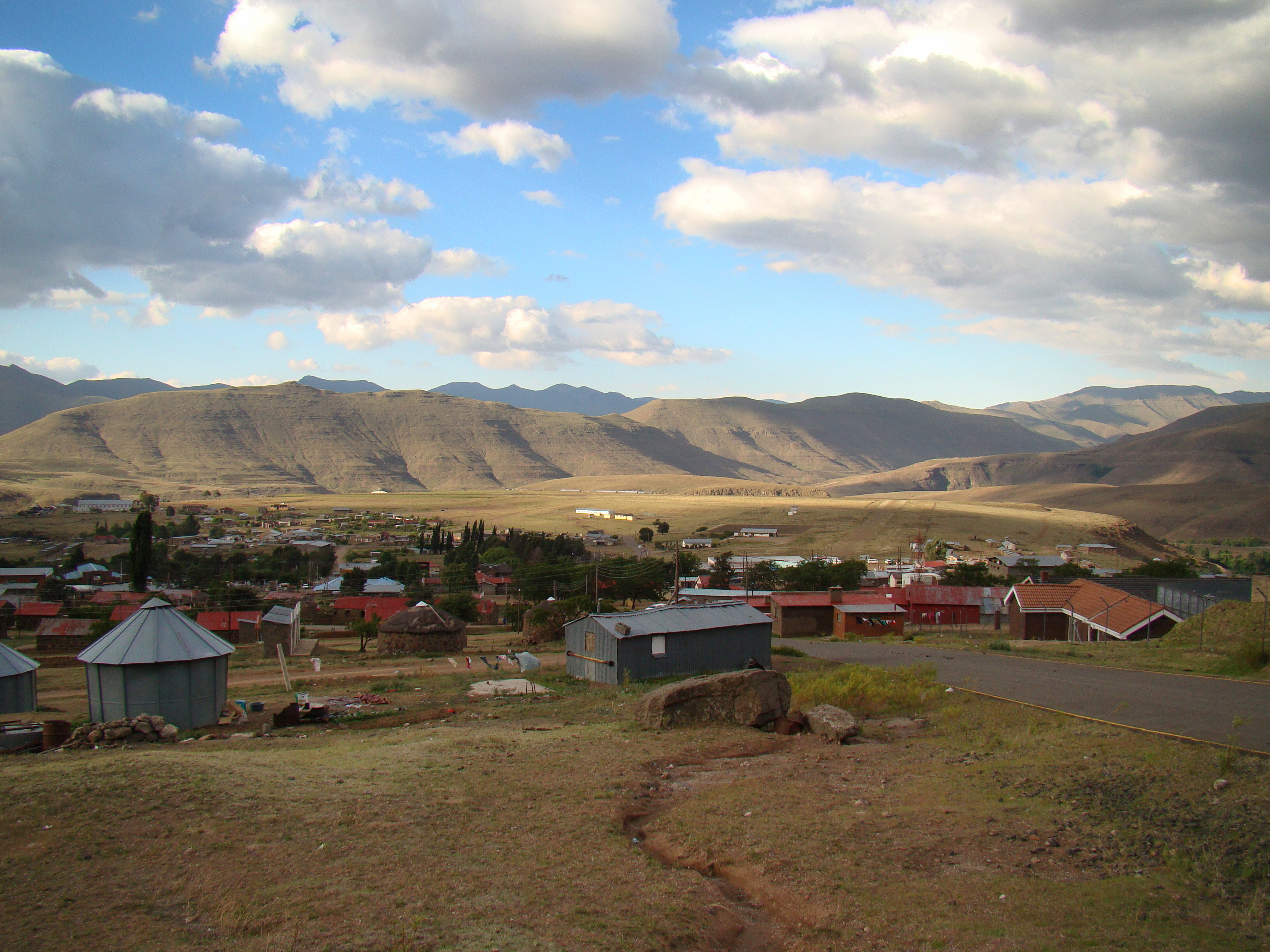

莫霍特隆（Mokhotlong）是非洲南部國家萊索托的城市，也是莫霍特隆區的首府。其名字在索托語中意即“隱䴉之地”。位於該國西部，海拔高度2,200米，建城於1905年，市內醫院、酒店和行政設施，2004年人口約7,000。